# Rosario Pasqualino Vassallo (politico 1884)
Rosario Pasqualino Vassallo (Sommatino, 22 dicembre 1884 – 25 settembre 1956) è stato un politico e avvocato italiano.

## Biografia
Laureato in giurisprudenza, avvocato. Membro della Consulta Nazionale, approdò successivamente all'Assemblea Costituente in rappresentanza di Democrazia del Lavoro, ma la sua elezione non fu convalidata; fu così sostituito da Michelangelo Galioto, cui fu riconosciuto un maggior numero di preferenze.
Fu più volte sottosegretario. Per distinguerlo da un omonimo collega della Consulta Nazionale già ministro del Regno, di cui era il nipote, si ritrova negli elenchi della Camera dei Deputati come Rosario fu Giuseppe Pasqualino Vassallo.
Morì all'età di 71 anni il 25 settembre 1956.